# Norah Smyth
Norah Lyle-Smyth (22 de marzo de 1874 – 1963) fue una sufragista, fotógrafa y activista socialista británica.

## Biografía
Smyth nació en una familia adinerada y era sobrina de la compositora y sufragista Ethel Smyth. Hasta su muerte en 1912, su padre controlaba muchos aspectos de su vida, negándole el permiso para asistir a la universidad o casarse con su primo, como ella esperaba. En cambio, dedicó su tiempo al estudio privado, las artes y la vida del pueblo.
En 1912, Smyth se unió a Pioneer Players, la compañía de teatro feminista de Edith Craig. También en esta época, se unió a la Unión Social y Política de Mujeres (WSPU por sus siglas en inglés), trabajando como chófer no remunerada para Emmeline Pankhurst, y realizando varias otras tareas para la sede de WSPU. Sin embargo, su mayor interés era promover la causa de las mujeres trabajadoras, y esto la llevó a unirse a la East London Federation of Suffragettes (posteriormente convertida en la Workers' Socialist Federation) de Sylvia Pankhurst.
En 1912 estuvo involucrada en un incendio provocado en la casa de campo del político Lewis Harcourt, vehementemente contrario al sufragio femenino. Se las arregló para escapar y huir al extranjero, y solo le confió la historia a su sobrino muchos años después. Afirmaba que el ataque fue en una parte vacía de la casa para minimizar el riesgo de pérdida de vidas humanas y de obras de arte que contenía.
A principios de 1914, el grupo formó un "Ejército Popular", dirigido por Smyth. Realizó un desfile en Ford Road, pero Smyth fue arrestada por asalto y se abandonó la idea.
En 1914, Sylvia fue llamada a París para discutir el futuro de su Federación del Este de Londres con Christabel Pankhurst, líder de la WSPU. Smyth acompañó a Sylvia, haciendo arreglos de viaje y organizando disfraces, para que Sylvia pudiera evitar ser arrestada por cargos de orden público. Sylvia y Christabel acordaron una clara división entre sus grupos.
Smyth permaneció activa en el grupo del Este de Londres y cuando, en 1916, se convirtió en la Women’s Suffrage Federation (FSM), fue elegida tesorera. Aunque en general se la ve como una leal defensora de Sylvia Pankhurst, Smyth a veces podía tener disparidad de opiniones; por ejemplo, le recomendó encarecidamente que permaneciera activa en la Liga Internacional de Mujeres por la Paz y la Libertad cuando Sylvia planeaba renunciar. También le preocupaba, en su papel de tesorera, que a medida que Sylvia se mostraba más abierta contra la Primera Guerra Mundial y, más tarde, en apoyo del comunismo, desalentará las donaciones al FSM. Cuando el FSM instaló una fábrica de juguetes, Smyth fue gran partidaria de ello, y cuando en 1920 la fábrica atravesaba dificultades financieras, Smyth vendió artículos personales para rescatarla.
La FSM también se involucró en el Partido Laborista, y Smyth fue elegida miembro del Consejo de Comercio del Álamo y del Partido Laborista en 1919, junto con Melvina Walker y L. Watts. Sin embargo, cuando las tres aparecieron en una reunión del Partido Laborista argumentando a favor del bolchevismo, fueron expulsadas.
La FSM se convirtió en el núcleo del Partido Comunista (Sección británica de la Tercera Internacional) y cuando el editor de su periódico, el Workers 'Dreadnought, fue encarcelado, Smyth alternó como editor interinoacon Jack O'Sullivan. Durante muchos años, Smyth había utilizado sus habilidades fotográficas para proporcionar fotografías para el periódico de la vida en East End, en particular de mujeres y niños que vivían en la pobreza.
Después de un período en el Partido Comunista de Gran Bretaña, Smyth siguió a Sylvia Pankhurst en una nueva organización comunista de izquierda, el Partido Comunista de los Trabajadores. Fue una de las principales oradoras del nuevo partido, junto con Pankhurst y A. Kingman. El partido pronto se disolvió y Smyth más tarde se mudó a Florencia, donde tenía familia y trabajaba como secretaria. Continuó manteniendo correspondencia con Pankhurst hasta su muerte.
En noviembre de 2018, hubo en la galería Four Corners de Londres una exposición de sus fotografías inéditas propiedad del Instituto de Historia Social de Ámsterdam.